# مطار وارسو فريدريك شوبان
مطار وارسو شوبان (بالبولندية: Lotnisko Chopina w Warszawie)
تُلفظ بالبولندية: [lɔtˈɲiskɔ ʂɔpɛna](إياتا: WAW، إيكاو: EPWA) هو مطار دولي يقع في بولندا. تأسس في 1933. يقع في العاصمة البولندية وارسو والمقر الرئيسي لخطوط لوت الجوية البولندية ولديها 51 وجهة حول العالم و50 طائرة ركاب وشحن جوي وبجانب المطار مبني مسئول عن رحلات خطوط لوت الجوية البولندية حول العالم.

## شركات الطيران والوجهات
تقوم شركات الطيران التالية بتشغيل رحلات منتظمة موسمية وعارضة من وإلى وارسو شوبان::
| شركـات طيـران                   | الوجهات |
| ------------------------------- | --- |
| طيران إيجيان                    | مطار أثينا الدولي |
| أير لينغس                       | موسمي: مطار دبلن الدولي |
| طيران الصين                     | مطار بكين العاصمة الدولي |
| الخطوط الجوية الفرنسية          | مطار باريس شارل ديغول |
| الخطوط الجوية النمساوية         | مطار فيينا الدولي |
| الخطوط الجوية البريطانية        | مطار لندن هيثرو |
| خطوط بروكسل الجوية              | مطار بروكسل الدولي |
| Corendon Airlines               | موسمي: مطار أنطاليا |
| طيران الإمارات                  | مطار دبي الدولي |
| Enter Air                       | موسمي: مطار دبي الدولي، Sal، مطار عبيد أماني كرومي الدولي موسمي عارض: مطار أنطاليا، مطار ميلاس بودروم، Burgas، مطار دالامان، مطار النفيضة الحمامات الدولي، Fuerteventura، مطار كريستيانو رونالدو، مطار كناريا الكبرى، مطار كاندية الدولي ‏، مطار الغردقة الدولي، مطار عدنان مندريس، Kos، مطار مرسى علم الدولي، مطار شرم الشيخ الدولي، مطار تيرانا الدولي |
| European Air عارض               | موسمي عارض: Burgas |
| فين إير                         | مطار هلسنكي فانتا |
| فلاي دبي                        | مطار دبي الدولي |
| الخطوط الجوية الملكية الهولندية | مطار سخيبول أمستردام |
| خطوط لوت الجوية البولندية       | مطار سخيبول أمستردام، مطار آستانا الدولي، مطار حيدر علييف الدولي، مطار برشلونة الدولي، مطار بكين العاصمة الدولي، مطار بكين داشينغ الدولي، مطار بيروت رفيق الحريري الدولي، مطار نيكولا تسلا في بلغراد، مطار برلين براندنبرغ، Billund، مطار بروكسل الدولي، مطار هنري كواندا الدولي، مطار بودابست فرانز ليست الدولي، Bydgoszcz، مطار القاهرة الدولي، مطار أوهير الدولي، مطار كيشيناو الدولي، مطار كلوج نابوكا الدولي، مطار كوبنهاغن، مطار انديرا غاندي الدولي، مطار دوسلدورف الدولي، مطار فرانكفورت، مطار غدانسك ليخ فاونسا، مطار جنيف الدولي، Gothenburg، مطار هامبورغ، مطار إسطنبول الدولي، مطار كاتوفيتشي، Košice، مطار كراكوف، مطار ليوبليانا الدولي، مطار لندن هيثرو، مطار لوس أنجلوس الدولي، Lublin، مطار لوكسمبورغ، مطار مدريد باراخاس الدولي، مطار ميامي الدولي، مطار مالبينسا، مطار تشاتراباتي شيفاجي الدولي، مطار ميونخ الدولي، مطار نيوآرك ليبرتي الدولي، مطار جون إف كينيدي الدولي، مطار نيس كوت دازور، Oslo، Ostrava، مطار باريس شارل ديغول، مطار بودغوريتسا الدولي، Poznań، مطار فاكلاف هافيل الدولي، مطار ريغا الدولي، Rzeszów، مطار سراييفو الدولي، مطار إنتشون الدولي، مطار سكوبية الدولي، مطار صوفيا، مطار ستوكهولم أرلاندا، مطار شتوتغارت الدولي، Szczecin، مطار تالين، مطار تبليسي الدولي، مطار بن غوريون الدولي، مطار تيرانا الدولي، مطار ناريتا الدولي، مطار تورونتو بيرسون الدولي، مطار البندقية ماركو بولو، مطار فيينا الدولي، مطار فيلنيوس، مطار فروتسواف، مطار يريفان الدولي، مطار زغرب، Zielona Góra ‏، مطار زيورخ الدولي موسمي: Burgas، Corfu، مطار دبي الدولي، مطار دوبروفنيك، Rhodes، مطار سبليت، مطار ستراسبورغ موسمي عارض: مطار أنطاليا، مطار سوفارنابومي الدولي، مطار ميلاس بودروم، Cancún، مطار باندارنيك الدولي، مطار دالامان، مطار جرندة كوستا برافا، مطار عدنان مندريس، مطار كرابي، مطار فيلانا الدولي، Nosy Be ‏، مطار ميورقة، Phuket، Porlamar (تبدأ في 11 نوفمبر 2023)، مطار فو كوك الدولي، Puerto Plata ‏، Punta Cana ‏، Salvador da Bahia ‏ (تبدأ في 29 أكتوبر 2023)، مطار طشقند الدولي، Varadero، مطار عبيد أماني كرومي الدولي |
| لوفتهانزا                       | مطار فرانكفورت، مطار ميونخ الدولي |
| آير شاتل النرويجية              | Oslo |
| خطوط بيغاسوس                    | مطار إيسنبوغا الدولي |
| بلاي (شركة طيران)               | موسمي: مطار كيفلافيك الدولي |
| رايان إير                       | موسمي: مطار أليكانتي، مطار بروكسل شارلروا الجنوب، مطار ميورقة، Paphos، مطار فيينا الدولي |
| الخطوط الجوية القطرية           | مطار حمد الدولي |
| الخطوط الجوية الإسكندنافية      | مطار كوبنهاغن، مطار ستوكهولم أرلاندا |
| خطوط ترافل سيرفس الجوية         | موسمي: مطار أكادير المسيرة الدولي، مطار كاتانيا-فونتاناروسا، Corfu، مطار دوبروفنيك، مطار فارو، مطار جرندة كوستا برافا، مطار إسطنبول الدولي، Kos، مطار بودغوريتسا الدولي، Rhodes، مطار سانتوريني (ثيرا) الوطني، مطار سبليت موسمي عارض: مطار أنطاليا، مطار ميلاس بودروم، Burgas، مطار دالامان، مطار النفيضة الحمامات الدولي، Fuerteventura، مطار الغردقة الدولي، مطار كريستيانو رونالدو، مطار كاندية الدولي ‏، مطار عدنان مندريس، مطار لانزاروت، مطار باليرمو الدولي، مطار ميورقة، Thessaloniki، مطار تيرانا الدولي |
| صن إكسبريس                      | موسمي: مطار أنطاليا |
| الخطوط الجوية الدولية السويسرية | مطار زيورخ الدولي |
| تاب برتغال                      | مطار لشبونة |
| الخطوط الجوية التركية           | مطار إسطنبول الدولي موسمي: مطار أنطاليا |
| ويز للطيران                     | مطار برشلونة الدولي، مطار باري كارل فويتيالا ‏، مطار بازل - ميلوز - فريبورغ الأوروبي، مطار أوريو أل سيريو، مطار بلباو، مطار برمينغهام، مطار بولونيا، مطار بودابست فرانز ليست الدولي، مطار كاتانيا-فونتاناروسا، مطار بروكسل شارلروا الجنوب، مطار كوبنهاغن، مطار آيندهوفن، Fuerteventura، Kutaisi، مطار لارنكا الدولي، Leeds/Bradford، مطار ليفربول، مطار لندن لوتن، مطار مدريد باراخاس الدولي، مطار مالمو، مطار مالطا الدولي، مطار مراكش المنارة الدولي، مطار نابولي، مطار نيس كوت دازور، مطار باريس أورلي، مطار كيفلافيك الدولي، مطار ليوناردو دا فينشي، Sandefjord، مطار إشبيلية، Stockholm–Skavsta (تنتهي في 28 أكتوبر 2023)، مطار بن غوريون الدولي، مطار تينيريفي الجنوبي، مطار تيرانا الدولي، مطار بلنسية، مطار البندقية ماركو بولو موسمي: مطار أكادير المسيرة الدولي (تبدأ في 31 أكتوبر 2023)، مطار أليكانتي، مطار الملك حسين الدولي، Burgas، مطار خانية الدولي ‏، Corfu، مطار دوبروفنيك، مطار كريستيانو رونالدو، Gothenburg، Grenoble، مطار كاندية الدولي ‏، مطار لشبونة، مطار مالقة الدولي، Olbia، مطار ميورقة، مطار بودغوريتسا الدولي، مطار بورتو الدولي، Rhodes، مطار سانتوريني (ثيرا) الوطني، مطار سبليت، مطار تورينو، Verona، مطار زاكينثوس الدولي ‏ |

## الإحصائيات

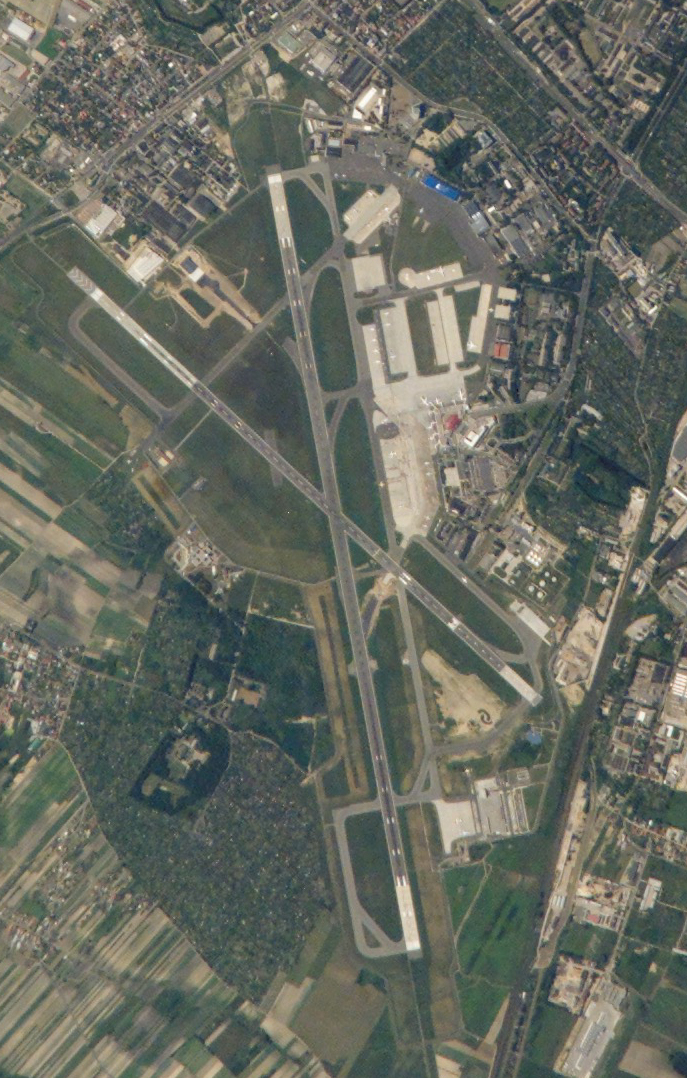
المدارج

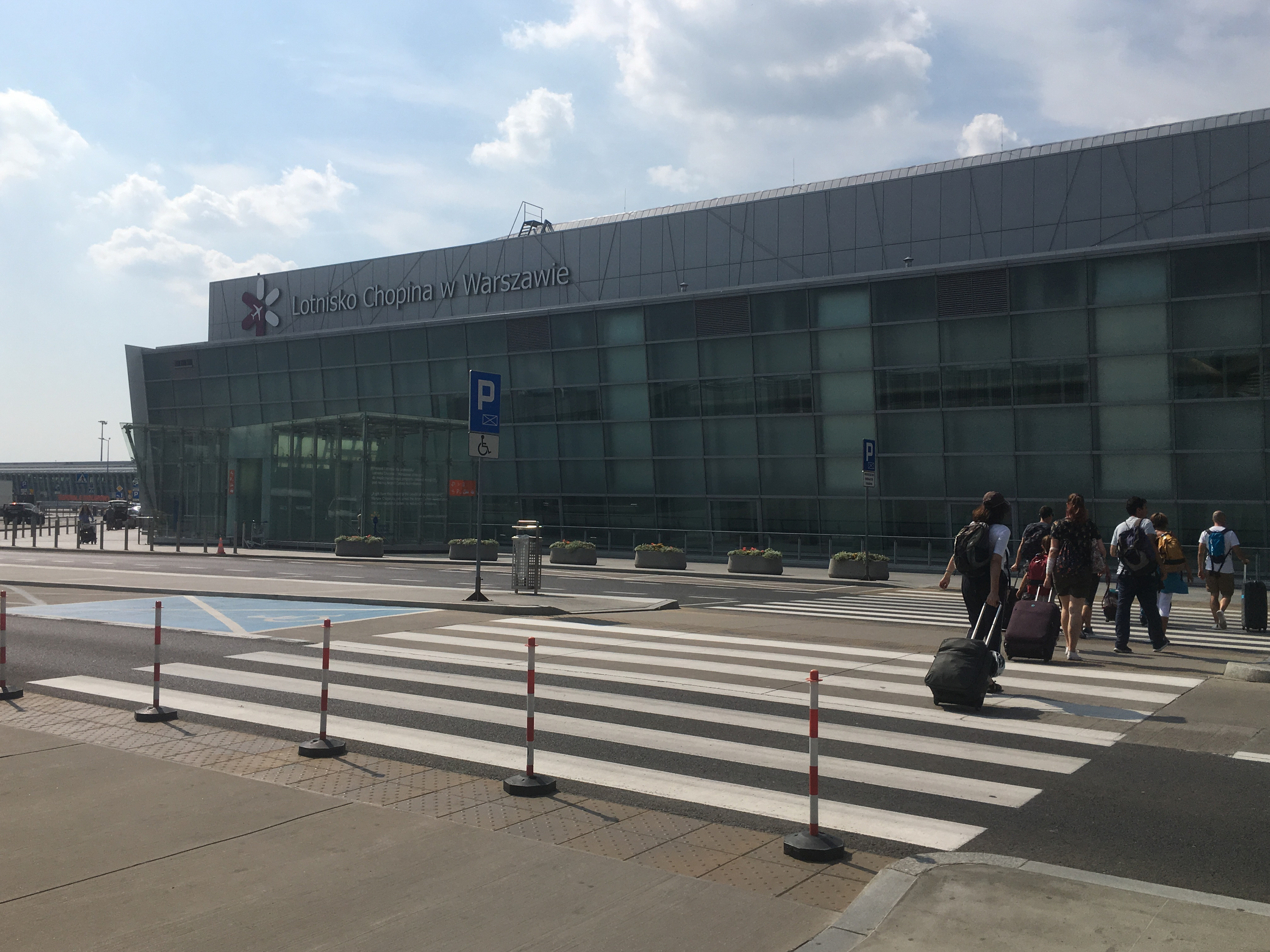
المحطة A

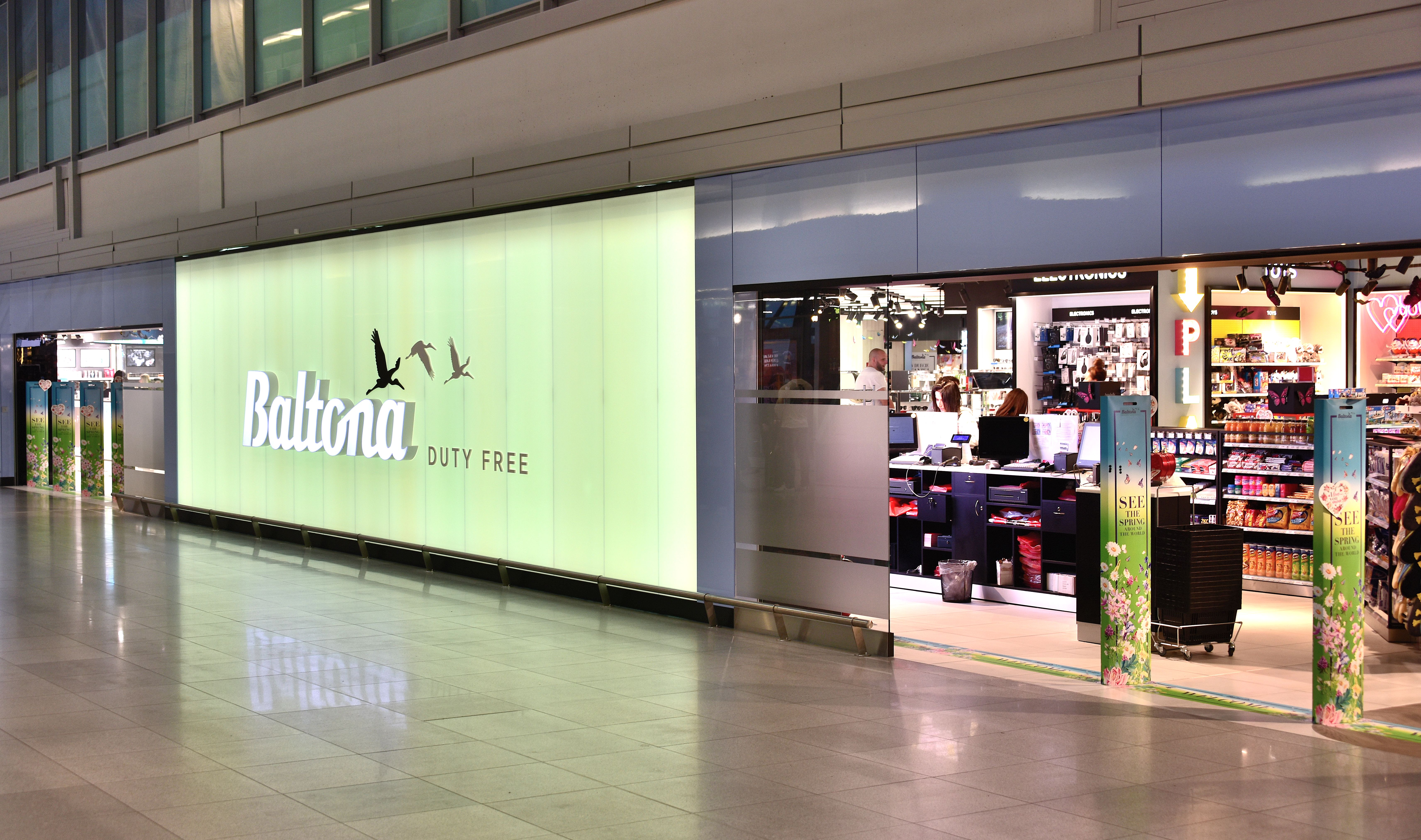
المنطقة الحرة

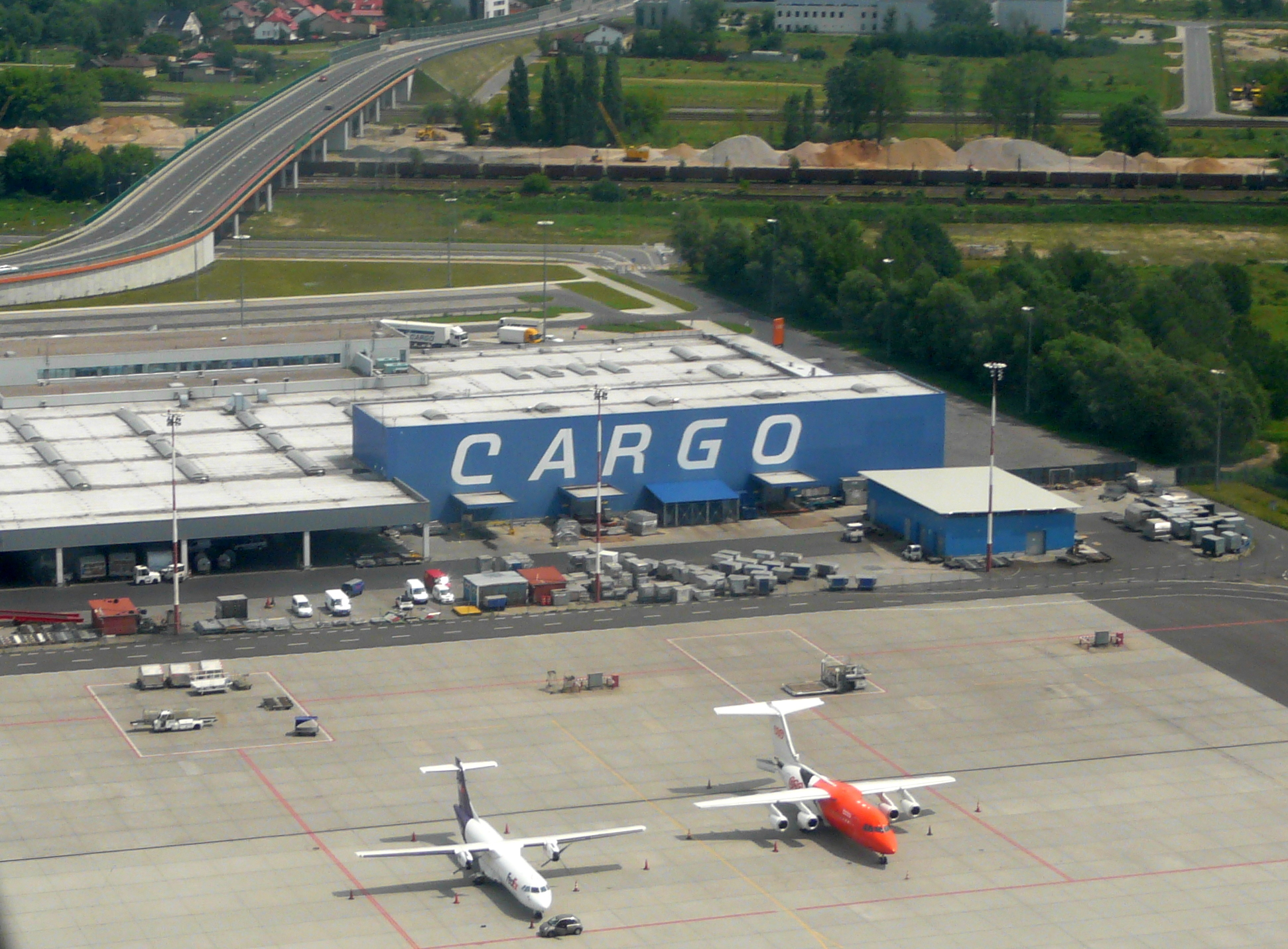
محطة الشحن

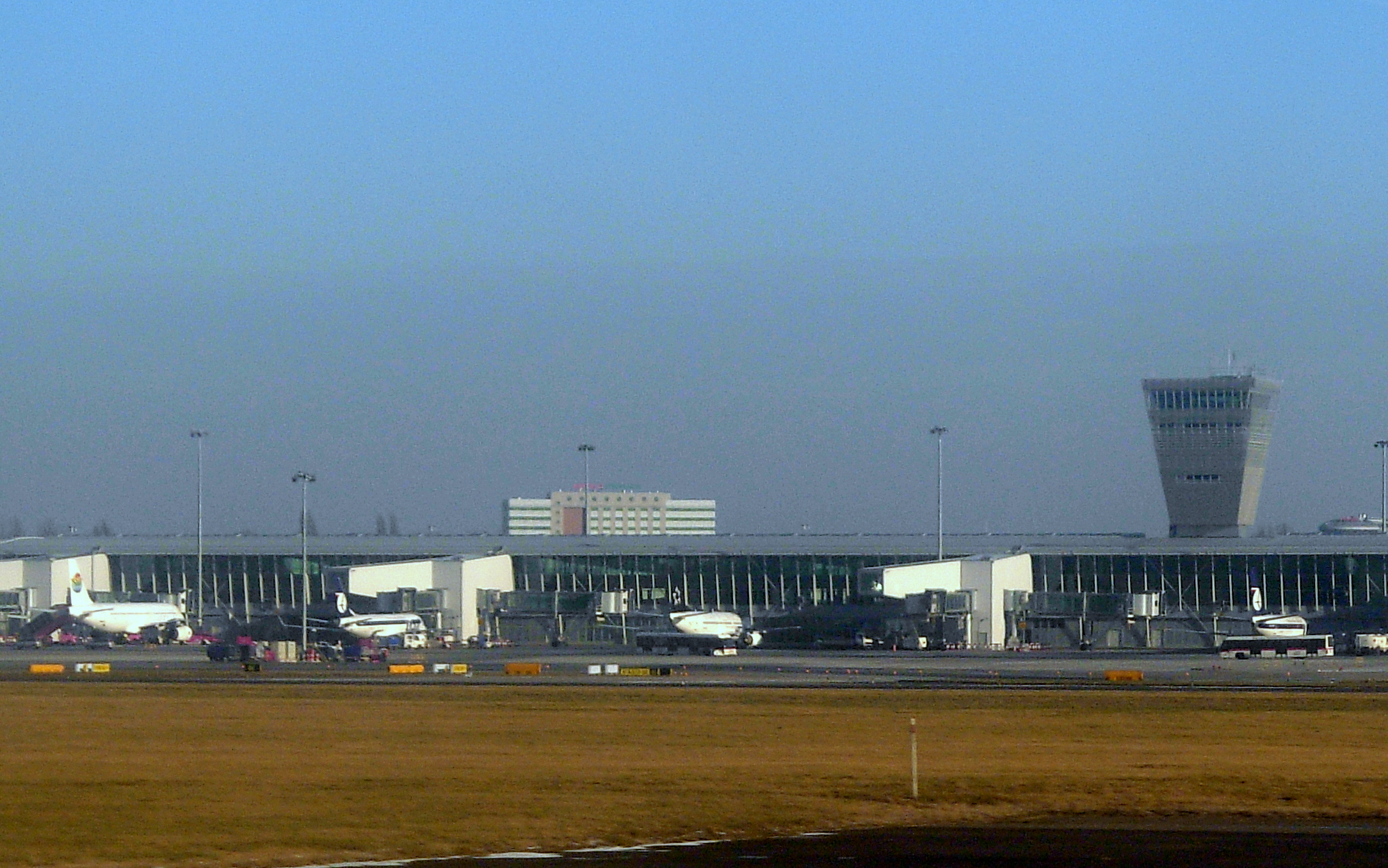
منظر المطار

شاهد source Wikidata query and sources.
| السنة | الركاب     | % التغير |
| ----- | ---------- | -------- |
| 2005  | 7,071,881  |          |
| 2006  | 8,101,827  | ▲ 14.6%  |
| 2007  | 9,268,476  | ▲ 14.4%  |
| 2008  | 9,460,606  | ▲ 2.1%   |
| 2009  | 8,320,927  | ▼ −12.0% |
| 2010  | 8,666,552  | ▲ 4.2%   |
| 2011  | 9,322,485  | ▲ 7.6%   |
| 2012  | 9,567,063  | ▲ 2.6%   |
| 2013  | 10,669,879 | ▲ 11.5%  |
| 2014  | 10,574,539 | ▼ −0.9%  |
| 2015  | 11,186,688 | ▲ 5.8%   |
| 2016  | 12,795,356 | ▲ 14.4%  |
| 2017  | 15,730,330 | ▲ 22.9%  |
| 2018  | 17,737,231 | ▲ 12.8%  |
| 2019  | 18,844,591 | ▲ 6.2%   |
| 2020  | 5,473,224  | ▼ −71.0% |
| 2021  | 7,445,468  | ▲ 36.0%  |
| 2022  | 14,389,143 | ▲ 93.3%  |

| السنة | عدد الرحلات | % التغير |
| ----- | ----------- | -------- |
| 2005  | 115,320     |          |
| 2006  | 126,534     | ▲ 9.7%   |
| 2007  | 133,146     | ▲ 5.2%   |
| 2008  | 129,728     | ▼ −2.6%  |
| 2009  | 115,934     | ▼ −10.6% |
| 2010  | 116,691     | ▲ 0.7%   |
| 2011  | 119,399     | ▲ 2.3%   |
| 2012  | 118,320     | ▼ −0.9%  |
| 2013  | 123,981     | ▲ 4.8%   |
| 2014  | 121,913     | ▼ −1.7%  |
| 2015  | 124,691     | ▲ 2.3%   |
| 2016  | 138,909     | ▲ 11.4%  |
| 2017  | 157,044     | ▲ 13.1%  |
| 2018  | 172,520     | ▲ 9.9%   |
| 2019  | 180,562     | ▲ 4.7%   |
| 2020  | 67,649      | ▼ −62.5% |
| 2021  | 80,608      | ▲ 19.2%  |
| 2022  | 130,672     | ▲ 62.1%  |

## أحداث وحوادث
1 نوفمبر 2011: رحلة خطوط لوت الجوية البولندية التي تحمل الرقم 16 تهبط اضطراريا في مطار وارسو بسبب فشل النظام الهيدروليكية ومشكلة في عجلات الهبوط ولكن الطائرة هبطت سليمة علي المدرج ونجا جميع من كان علي متن الطائرة بعد إقلاعها من نيويورك متجهة إلى وارسو.

## وصلات خارجية
- lotnisko-chopina.pl